# Şanlıurfaspor
Şanlıurfaspor is een voetbalclub opgericht in 1969 te Şanlıurfa, Turkije. De clubkleuren zijn geel en groen. De thuisbasis van de voetbalclub is het GAP-stadion. Naast voetbal houdt de club zich ook bezig met basketbal.

Şanlıurfa ligt in Zuidoost-Anatolië.

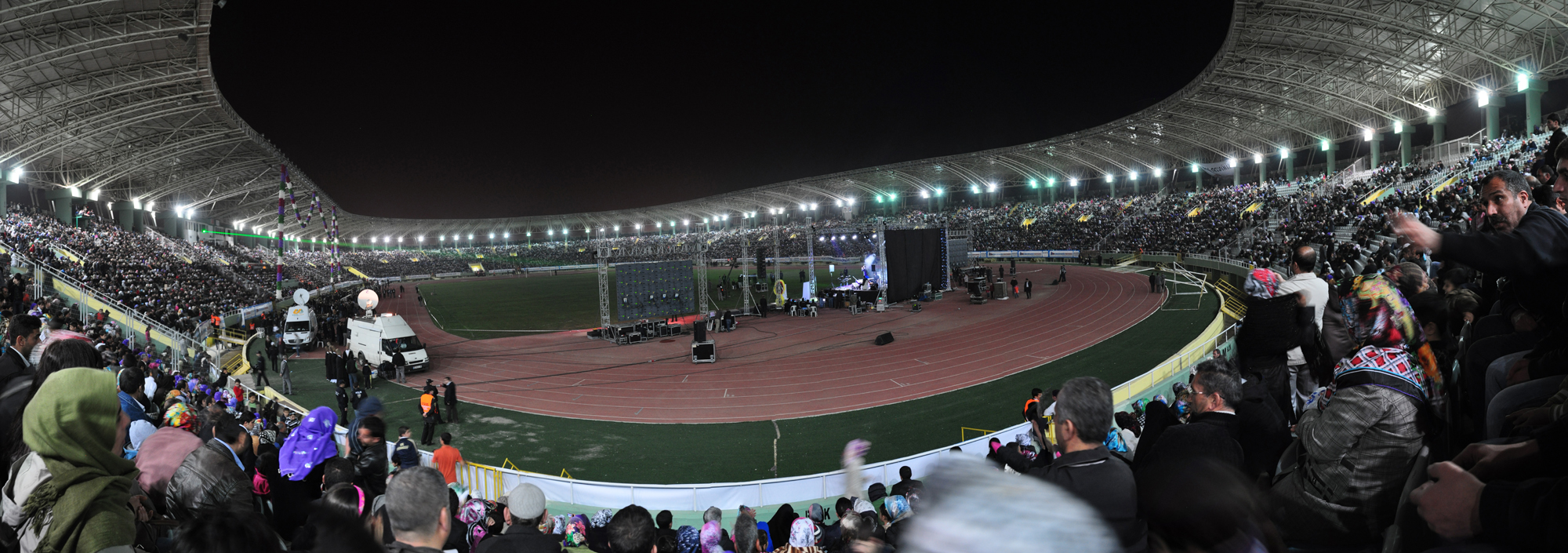
Concert in de GAP Arena

## Geschiedenis

### Oprichting
Şanlıurfaspor is het resultaat van een fusie in 1969 tussen de plaatselijke Kahraman Uyanışspor, Beşiktaş en 11 Nisanspor. De club mocht meteen in 1969 uitkomen in de 2. Lig. In het seizoen 1976-1977 werd de club kampioen, en promoveerde Şanlıurfa voor het eerst sinds het bestaan naar de 1. Lig (tweede divisie). In 1985 degradeerde de club naar de 2. Lig en bleef daar uiteindelijk vier jaar. In 1989 promoveerde de club terug naar de 1. Lig, als kampioen van de 2. Lig. Daar werd de club 16de en degradeerde meteen na een jaar naar de derde divisie, genaamd 3. Lig. In 1995 werd de club weer kampioen en promoveerde zo dus weer naar de 1. Lig. In 2001 werd de club 8ste, maar degradeerde dan toch naar de 2. Lig. Tot en met 2012 kwam de club uit in de 2. Lig. Uiteindelijk werd de club in 2012 kampioen, en promoveerde zo dus na lang tijd terug naar de 1. Lig. Op de laatste speeldag van het seizoen 2016-17 degradeerde de ploeg, ondanks een 2-1 thuisoverwinning op Elazığspor. De club behaalde 36 punten, net als concurrenten Adana Demirspor en Samsunspor, echter waren de onderlinge duels in het nadeel van de club uit Urfa.

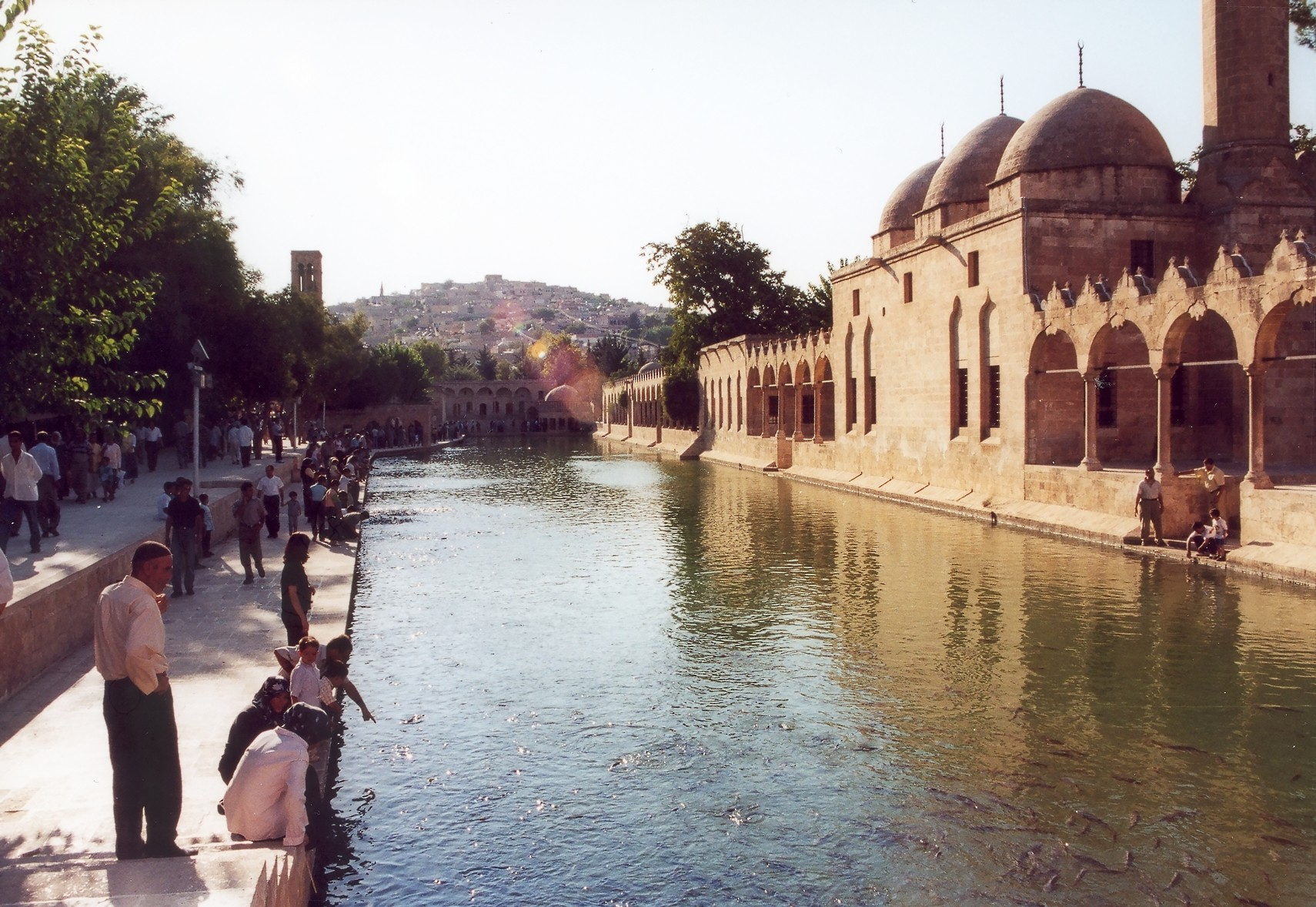
Vijver met heilige (onaanraakbare) karpers bij de Halil Rahmanmoskee. De moskee staat op de plek waar volgens de legende aartsvader Abraham gewoond heeft.

### Gespeelde divisies
- 1. Lig: 1977–1985, 1989–1990, 1995–2001, 2012-2017
- 2. Lig: 1969–1977, 1985–1989, 1990–1995, 2001–2012, 2017-

## Bekende (-ex)spelers
- Mustafa Aydin
- Caner Cavlan
- Halil Çolak
- Ricky van Haaren
- Atilla Yildirim
- Serkan Çalik
- Lomana LuaLua
- Edinho
- Umut Gündoğan
- Önder Turaci
- Rodrigo Tello